# Stenotaenia fimbriata
Stenotaenia fimbriata är en mångfotingart som först beskrevs av Karl Wilhelm Verhoeff 1934.  Stenotaenia fimbriata ingår i släktet Stenotaenia och familjen storjordkrypare.
Artens utbredningsområde är Israel. Inga underarter finns listade i Catalogue of Life.